# أرني الله (قصص قصيرة)
أرني الله مجموعة قصص فلسفية للأديب توفيق الحكيم صدرت عام 1953  عن مكتبة مصر في 214 صفحة وتحتوي 18 قصة قصيرة يتناول فيها توفيق الحكيم بأسلوب فلسفي عميق حياة الإنسان الروحية والمادية  وهو إحدى مؤلفات توفيق الحكيم التي تم إعادة نشرها ضمن مشروع دار الشروق لإعادة نشر الأعمال الكاملة لأبى المسرح العربى. وفي يوليو 2020 أصدرت دار الشروق الطبعة الخامسة من «أرني الله».
بعد 60 عاما من صدور «أرني الله» قام عبد الرحمن شمس الدين عضو هيئة التدريس بجامعة جورجتاون في قطر بترجمة المجموعة القصصية. عن أسباب اختيار هذه المجموعة القصصية لترجمتها إلى الإنجليزية يقول الأستاذ شمس الدين: "السبب في اختيارها لا يكمن فقط في أنها لم تترجم سابقاً، باستثناء قصة واحدة، ولكن أيضا لأن الحكيم برع من خلالها في المزج بين المدرسة الأوروبية للفكر والمدرسة العربية الإسلامية ليقدم هذه القصص القصيرة منتصف القرن الماضي، لينجح بأسلوبه البسيط الساخر الذي يسهل على أي إنسان محدود الثقافة أن يستوعبه، ويفهم فحوى الرسالة التي يريد إيصالها من معان ومضامين فلسفية عميقة تمس الوجدان البشري على نحو مباشر، فضلاً عن كونها أفكاراً دينية فلسفية تقبل بها المجتمع العربي قبل سبعين عاماً، بينما تزداد الشكوك حول إمكانية أن يتقبلها المجتمع الإسلامي اليوم.

## محتوى الكتاب
(1) أرني الله (2) الشهيد (3) موزع البريد (4) أنا الموت (5) وكانت الدنيا (6) دولة العصافير (7) في سنة «مليون» (8) الاختراع العجيب (9) الأسطى عزرائيل (10) معجزات وكرامات (11) مؤتمر الحب (12) امرأة غلبت الشيطان (13) الحبيب المجهول (14) في نخب «العصابة» (15) أسعد زوجين (16) أعترف القاتل (17) ميلاد فكرة (18) وجه الحقيقة.

## أرني الله
كان في سالف العصر والأوان رجل طيب السريرة صافي الضمير رزقة الله طفلا ذكى الفؤاد ذلق اللسان.. فكانت أمتع لحظاته ساعة يجلس إلى طفله يتحادثان كأنهما صديقان فيلحظ كأن فارق السن وفاصل الزمن يرتفع من بينهما كستارة وهمية من حرير فإذا هما متفقان متفاهمان، لهما عين العلم وعين الجهل بحقائق الوجود وجواهر الأشياء 
نظر الرجل يوماً إلى طفله وقال:
شكراً لله ! ... أنت لى نعمة من الله
فقال الطفل:
إنك يا أبت تتحدث كثيرا عن الله.. أرنى الله
- ماذا تقول يا بني؟
لفظها الرجل فاغر الفم، ذاهل الفكر، فهذا طلب من الطفل  غريب لا يدرى بم يجيب عنه.... وأطرق ملياً.. ثم التفت إلى ابنه مرددا كالمخاطب نفسه: تريد أن أريك الله؟
تتواصل الأحداث ويذهب الأب يسأل الناس ورجال الدين عن كيفية رؤية الله وينصحه البعض بناسك عجوز لم يسأل الله شيئاً إلا أجيب طلبه. يخبره الناسك أن الله يتكشف لروحك إذا ظفرت بمحبته، ويتابع الحكيم قائلاً: "رفع الناسك رأسه إلى السماء وقال: يارب.. ارزقه نصف ذرة من محبتك.
وقام الرجل وانصرف... ومرت الأيام، وإذا أسرة الرجل وطفله وأصحابه يأتون إلى الناسك ويفضون إليه بأن الرجل لم يعد إلى منزله وأهله منذ تركه، وأنه اختفى ولا يدرى أحد مكانه... فنهض معهم الناسك قلقاً، ولبثوا يبحثون عنه زمناً إلى أن صادفوا جماعة من الرعاة قالوا لهم: إن الرجل جُن وذهب إلى الجبال ودلوهم على مكانه... فمضوا إليه فوجدوه قائماً على صخرة... شاخصاً ببصره إلى السماء فسلموا عليه. فلم يرد السلام... فتقدم الناسك إليه قائلا: انتبه إلى... أنا الناسك.
فلم يتحرك الرجل؛ فتقدم إليه طفله جزعاً، وقال بصوته الصغير الحنون: يا أبت... ألا تعرفني؟
فلم يبد حراكاً... وصاحت أسرته وذووه من حوله محاولين إيقاظه، ولكن الناسك هز رأسه قانطا وقال لهم: لا جدوى ! ... كيف يسمع كلام الآدميين من كان في قلبه مقدار نصف ذرة من محبة الله !؟ ... والله لو قطعتموه بالمنشار لما علم بذلك.
وأخذ الطفل يصيح ويقول: الذنب ذنبى... أنا الذي سألته أن يرى الله.
فالتفت إليه الناسك وقال وكأنه يخاطب نفسه: أرأيت؟ ... إن نصف ذرة من نور الله تكفى لتحطيم تركيبنا الآدمي وإتلاف جهازنا العقلي.

## نقد وتعليقات
كتبت مكتبة الشروق: «تتجلى براعة توفيق الحكيم - من خلال 18 قصة فلسفية يضمها هذا الكتاب - في صياغة حوارية تتدرج من سؤال بسيط إلى أعنف أزمة يمكن أن تواجه الإنسان في رحلة بحثه عن وجوده، وما وراء هذا الوجود، هنا الدراما في أصفى تجلياتها وهنا الفن المراوغ على بساطته وسهولة قراءته، أن تقول وكأنك لا تقول وكأنك لا تقول، أن تتلاعب بالحقيقة، تضعها حينا إلى جانب البراءة والفطرة، ثم تنقلها حينا إلى وعى ناضج، ثم تضع القارئ أمام اختيار صعب: إلى أي الرأيين ينحاز؟ وأي الطريقين يسلك؟ كيف يتم نسخ الحوار على هذا النحو؟..» أرني الله«من أقوى وأمتع ما كتب توفيق الحكيم في السرد القصصي.»
كتب محمد عبد الرحمن على موقع اليوم السابع في 14 نوفمبر 2020: «تتجلى براعة توفيق الحكيم في صياغة حوارية تتدرج من سؤال بسيط إلى أعنف أزمة يمكن أن تواجه الإنسان في رحلة بحثه عن وجوده، وما وراء هذا الوجود، هنا الدراما في أصفى تجلياتها وهنا الفن المراوغ على بساطته وسهولة قراءته، أن تقول وكأنك لا تقول وكأنك لا تقول، أن تتلاعب بالحقيقة، تضعها حينا إلى جانب البراءة والفطرة، ثم تنقلها حينا إلى وعى ناضج، ثم تضع القارئ أمام اختيار صعب: إلى أي الرأيين ينحاز؟ وأي الطريقين يسلك؟ كيف يتم نسخ الحوار على هذا النحو.»
أضافت أميرة شحاتة على موقع اليوم السابع أيضا، في 27 فبراير 2022: "لأن الفكر يجب أن يتميز بمساحة من الحرية لا تعرف الحواجز ولا تستوقفها المعتقدات، وهذا بالضبط ما فعله الحكيم في مجموعته القصصية "أرنى الله"، وتتابع الكاتبة قائلة: "عند قراءة هذه القصة تجد نفسك تتذكر قصة النبي موسى عند رؤية الله كما جاءت في الآية 143 في سورة الأعراف، وكيف أغشى عليه دون أن يدركه بصره، وتتساءل ماذا أراد الحكيم بقصته هذه، وهل له رأى آخر في قصة تجلى الله لنبيه، ولكنك تجده يصل بك بسلاسة إلى نهاية مشابهة، تؤكد على فكرة أن الله لا يمكن إدراك وجوده إلا روحانيا ليس عبر الحواس محدودة الإمكانية."
كتبت نسرين بلوط على موقع صحيفة القدس العربي في 23 فبراير 2020: «في قصة» الشهيد«، تحليلٌ فلسفي ديني، يصنّف الخير والشرّ في دائرة التوازن المتلازم للحياة، المترابط بتركيبٍ أعجوبي من الحكمة والسببية، فيطرح قصة الشيطان إبليس عندما جثم على قدميه نادماً عازماً على التوبة»، وتتابع الكتابة: «يلجأ إبليس أخيراً إلى السماء، طارقاً أبوابها بصيحة وجعٍ أليمة، تنفذ إلى أعماقها، ليظهر له الملاك جبرائيل، فيعلن له توبته، ولكنّ الملاك يرفض أن يخلّ بالنظام الموضوع في السماء، فيأمره أن يعيش في الأرض كما عاش منذ الأزل، لأنّ زواله من الأرض يزلزل الأركان، ولم يكترث لدموعه وحزنه، فيعود إبليس إلى الأرض بتنهيدة حارقة شقّت صدر السماء وهو يولول صائحاً: إني شهيد.»
كتبت هدى توفيق على موقع الحوار المتمدن في 17 يوليو 2012: «المجموعة القصصية» أرنى الله«جمعت ما بين عمق الفلسفة وطرافة الأحداث وبساطة الأسلوب، من خلال الواقعية الرمزية أو النظرة الفلسفية. تناول فيها الحكيم جانبين أساسين، يفصلان القصص كل إلى نوع محدد، سواء الكتابة الفلسفية، المبنية على السؤال والتمرد، والجانب الآخر النظرة الواقعية لحياة الإنسان ومشكلاته وهمومه، بخيال السارد، الذي يعبر بقوة عن مدى عمق هذا الخيال الغزير، النابع من حس فنان، وليس لمجرد عرض هموم أو مشكلات، بشكل سطحى وزائف، بل من أجل فهم واستيعاب الأمور بطريقة مثلى، وعدم تقبل المسلمات والبديهيات، بدون دقة.»
أوضح ياسر حجازي على موقع إسلام أون لاين خلاف رجال الدين مع الحكيم حيث كتب: "اشتهر توفيق الحكيم على مدى تاريخه الطويل بالعديد من المعارك الفكرية التي خاضها أمام ذوي الاتجاهات الفكرية المخالفة له"، واسترسل قائلاً: "كتب الأستاذ عمر التلمساني بجريدة النور في 9 مارس 1983 مقالا تحت عنوان: "أهكذا تختم حياتك أيها الحكيم؟"، وفي موضع آخر من المقال كتب: "أما المستشار محمود عبد الحميد غراب رئيس محكمة الجيزة حينها فكان رأيه: ولتوفيق الحكيم سابقة أخرى على صفحات مجلة أكتوبر عندما أجرى حوار مع ملك الموت بأسلوب ساخر معه حول الأجر الإضافي ومن يساعد ملك الموت"، يضيف الكاتب: "وصف الكاتب والمفكر الإسلامي أنور الجندي كتابات الحكيم قائلا: في خلال نصف قرن لم يختلف عن مواقفه التي تجري مع أهواء التغريب"، وينقل الكاتب رد توفيق الحكيم على منتقديه قائلاً: "يتابع الحكيم حديثه ويقول: إذن الخلاف كله جاء نتيجة أني لم ألجأ إلى الكلمات الرسمية المألوفة والمحفوظة في مخاطبة الله وقد فهم ذلك بعض رجال الدين وإني أحبهم كلهم وأقدرهم ولا أحمل لهم أي عتاب؛ لأنهم في موقفهم كانوا أكثر الناس خوفا على إيماني من أن يمس بتحرري من استخدام الأساليب المألوفة."
في شهر فبراير 2015 عقدت حلقة نقاشية بقصر ثقافة أسيوط حول المجموعة القصصية «أرني الله».

## وصلات خارجية
https://icg2020.org/109678-rny-llh أرني الله (قصص قصيرة)
https://www.goodreads.com/book/show/6004165 أرني الله (قصص قصيرة)
https://www.youtube.com/watch?v=iDYWEnUhWpo أرني الله (قصص قصيرة)
https://www.youtube.com/watch?v=TYAvR4q10I4 أرني الله (قصص قصيرة)